# Kakure-kirishitan

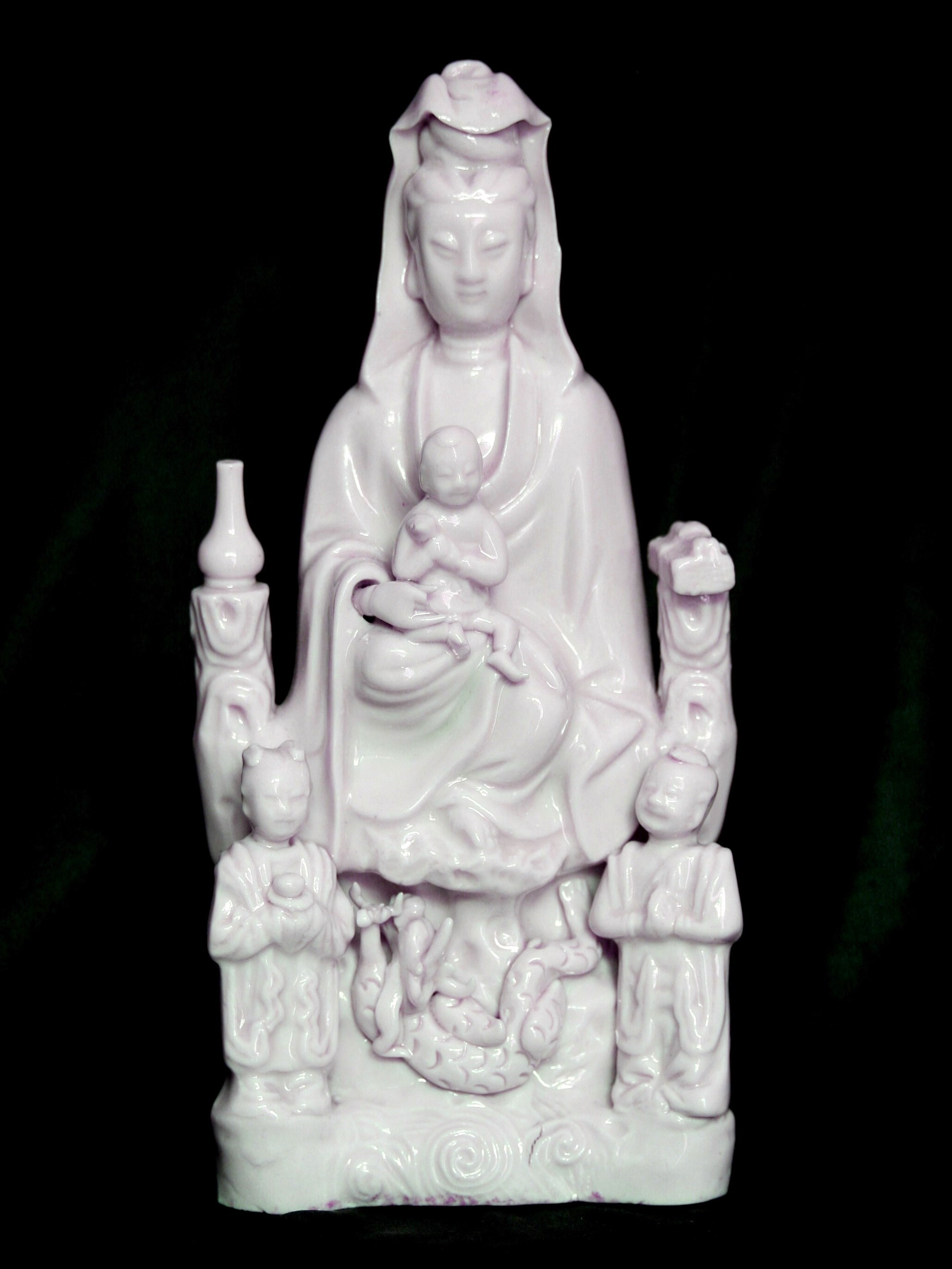
Maryja w postaci przypominającej boginię Kannon, czczoną przez kakure-kirishitan. Kamuflaż miał służyć ukryciu wiary chrześcijańskiej

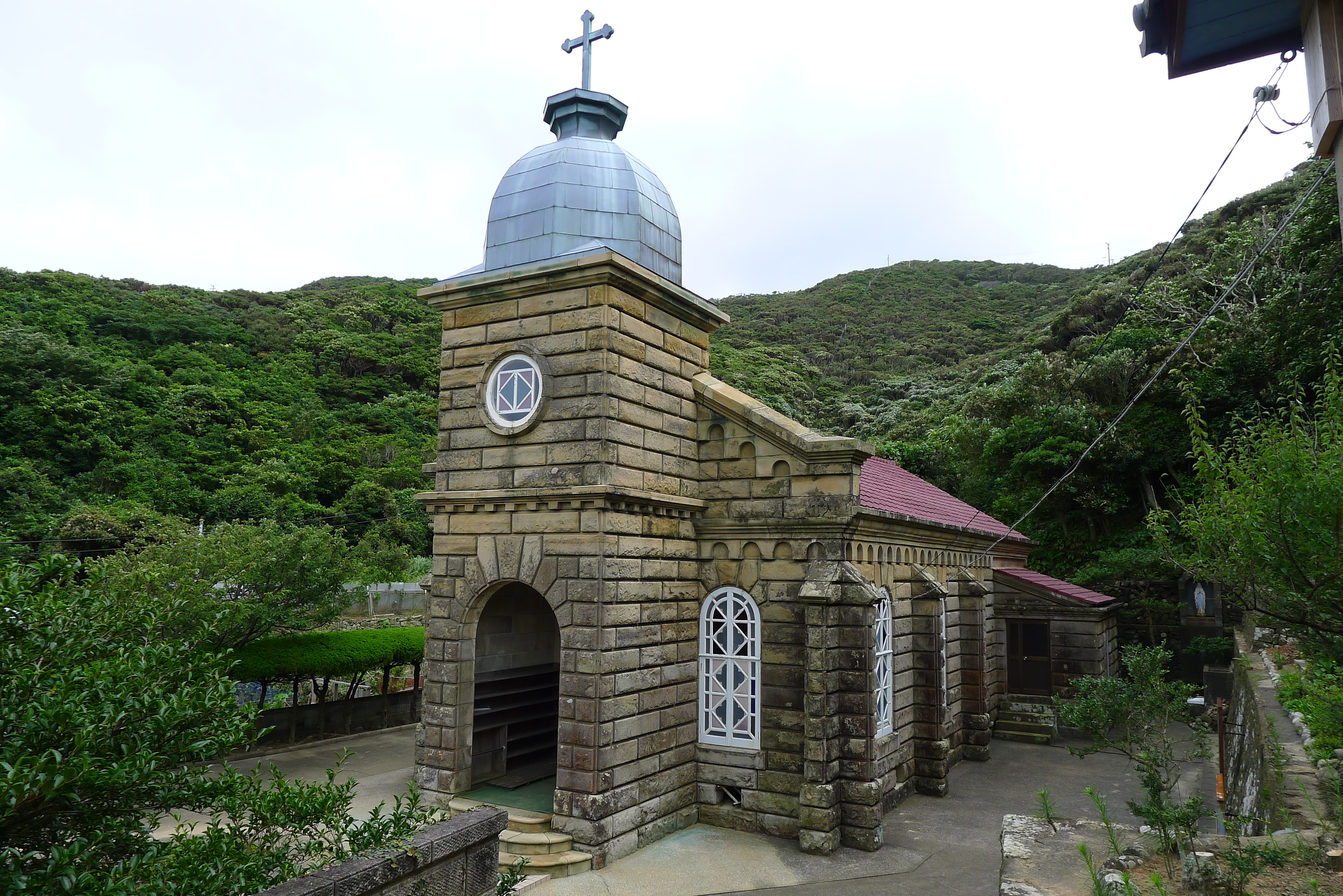
Kościół na wyspie Kashira-ga-shima, powstał w 1887 r. jako drewniany, a w 1910 r. został zbudowany z kamienia; brak funduszy przerwał budowę i parafianie sami wydobywali kamień i dostarczali go w ciągu dnia, a pieniądze zarabiali na rybołówstwie w godzinach nocnych

Gion-morimon symbol shintō, ze względu na podobieństwo do krzyża przyjęty przez „ukrytych chrześcijan”

Bazylika Ōura, Nagasaki

Kakure-kirishitan (jap. 隠れキリシタン, 隠れ切支丹 ukryci chrześcijanie; od jap. kakure → „ukrycie” i kirishitan od port. cristão → (1) „wczesne chrześcijaństwo japońskie (od późnego okresu Muromachi); (2) „wczesny japoński chrześcijanin”) – wierzący chrześcijanie, którzy kontynuowali wyznawanie swojej wiary w ukryciu po zakazie chrześcijaństwa i jego stłumieniu w okresie Tokugawa (Edo).

## Historia

### Okres represji
W 1614 r. siogunat Tokugawów (Tokugawa bakufu) przygotowywał się do wojny przeciwko klanowi Toyotomi z Osaki w celu umocnienia swojej supremacji w kraju. W tym celu wydał m.in. zakaz wyznawania chrześcijaństwa, aby wyeliminować wszelkie walki o władzę i umocnić system feudalny według własnych planów. Misjonarze zostali wypędzeni do Makau i Manili, budynki kościelne zburzono. Jednak niektórzy z nich próbowali ukrywać się i potajemnie kontynuować pracę misyjną.
Aby osiągnąć założone cele oferowano nagrody za informacje prowadzące do schwytania podziemnych misjonarzy. Gdy zostali złapani, byli torturowani i uśmiercani. Podobnie niszczono tych, którzy ich ukrywali. W 1622 r. spalono lub ścięto 55 katolików uwięzionych w Nagasaki. Siogunat stopniowo intensyfikował i rozszerzał zakres represji. Uznani za chrześcijan, byli poddawani torturom i zmuszani do wyrzeczenia się wiary. 
Rozwój ukrytego chrześcijaństwa wśród japońskich katolików nastąpił po 1629 r., gdy zaczęły się prześladowania religijne oraz przymusowe nawracanie wiernych na religie tolerowane przez władze. Wprowadzono nadzór policyjny nad rodzinami o korzeniach chrześcijańskich, wprowadzono karę śmierci dla opornych, którzy publicznie nie wyrzekli się swojej wiary. W celu sprawdzenia lojalności nakazywano im następowanie na „obraz do deptania” (fumi-e lub e-fumi „deptanie obrazu”) to znaczy tabliczek, medalionów, obrazów z chrześcijańskimi wizerunkami i symbolami. Wszystkie te obostrzenia i kary zmusiły chrześcijan japońskich do zejścia do podziemia.
Wprowadzono także system „grup pięciu gospodarstw domowych” (gonin-gumi), aby odkryć ukrytych chrześcijan. Każdy musiał należeć do świątyni buddyjskiej i być zarejestrowanym w jej oficjalnej księdze (terauke-seido). W rezultacie tych działań stracono 75 misjonarzy, a ponad 1 tys. katolików poniosło śmierć męczeńską w latach 1617–1644.

### Bunty i opór
W 1637 roku, pomimo nałożenia surowego zakazu chrześcijaństwa w całym kraju, głodujący mieszkańcy domen Arima i Amakusa zbuntowali się przeciwko tyranii ich feudalnego pana. Powstanie to znane jest m.in. jako rebelia Shimabara-Amakusa. W domenie Arima chrześcijański daimyō Harunobu Arima (1567–1612) został wygnany za przekupstwo, a później skazany na śmierć. Kiedy jego spadkobierca, Haruzumi Arima, został zmuszony do przeniesienia swojej ziemi do domeny Hyūga, wielu katolickich samurajów pozostało w Arima i kontynuowało wiarę wraz z miejscową ludnością. Do powstania dołączyło ponad 20 tys. chłopów-katolików. Zostali oni oblężeni w opuszczonym zamku Hara. Po czterech miesiącach bitwy powstanie zostało stłumione, prawie wszyscy rebelianci zabici, a zamek całkowicie zniszczony.
W wyniku buntu siogunat uznał chrześcijaństwo za główne zagrożenie dla swoich rządów. W 1639 r. zakazał wszelkich wizyt portugalskich statków i całkowicie zerwał stosunki handlowe z Portugalią. Był to początek polityki izolacji Japonii, zwanej sakoku. W handlu z Europą pozostawiono jedynie Holendrów, którzy potrafili przekonać władze, że jako protestanci różnią się od katolików. Port służący tej wymianie został przeniesiony z Hirado na sztuczną wyspę utworzoną w Nagasaki, znaną jako Dejima.
W czasie tego okresu intensywnych śledztw i ucisku, nadal istniały grupy katolickie, które żyły w ukryciu. Stopniowo kirishitan zniknęli z wielu części kraju, ale w regionie Nagasaki organizacje wyznaniowe istniały jeszcze na początku XVIII wieku.

### Tolerancja
Ruch kakure-kirishitan wyszedł z podziemia po 1868 roku. Doczekali się oni jednak tolerancji religijnej dopiero w 1898 roku. Większość członków wspólnoty (liczącej wówczas ok. 150 tys. osób) w XIX wieku przyłączyła się ponownie do Kościoła rzymskokatolickiego. Część jednak postanowiła dalej praktykować swoje tradycje i utworzyła niezależną wspólnotę z pogranicza chrześcijaństwa hanare-kirishitan. Grupa ta celebrowała stare zwyczaje i izolowała się od reszty japońskich chrześcijan. Kolejna część „ukrytych chrześcijan” postanowiła przyłączyć się do wyznawców shintō lub buddyzmu.
Ostatni hanare-kirishitan mieszkali na wyspach Gotō jeszcze w latach 90. XX wieku. Na skutek wyludniania się tych wysp i przenoszenia się młodych ludzi do miast na głównych wyspach, to wyznanie najprawdopodobniej obecnie zupełnie zanikło.
Do ponownego spotkania ukrywających się chrześcijan w regionie Nagasaki z misjonarzami doszło w katedrze Ōura, gdy powrócili oni do Japonii po jej otwarciu na świat zewnętrzny (restauracja Meiji). Ich społeczność stanęła przed wyborem, czy zdać się na przewodnictwo misjonarzy, czy kontynuować własne praktyki stosowane przez prawie dwa i pół wieku. W niektórych wioskach doprowadziło to do konfliktów pomiędzy nimi. 
Ci, którzy zdecydowali się na nauczanie misjonarzy, zaczęli ujawniać swoją wiarę, mimo że nowo utworzony rząd Meiji kontynuował zakaz chrześcijaństwa wydany przez siogunat Tokugawa. Sytuacja zaostrzyła się i władze ponownie wzmocniły represje. Jednak po silnych protestach Zachodu wobec rządu Meiji w 1873 roku w Japonii ostatecznie zniesiono zakaz chrześcijaństwa.
W konsekwencji kirishitan podzielili się na trzy grupy: 
- tych, którzy ponownie przyjęli katolicyzm pod kierunkiem misjonarzy i dołączyli do Kościoła katolickiego, jak czynili to ich przodkowie w XVI wieku;
- tych, którzy odmówili poddania się władzy misjonarzy i zamiast tego kontynuowali własne praktyki pielęgnowane podczas długiego okresu zakazu chrześcijaństwa (ta grupa była znana jako kakure-kirishitan);
- tych, którzy zdecydowali się przejść na buddyzm lub shintō, całkowicie porzucając wiarę chrześcijańską[7].

Po zniesieniu zakazu chrześcijaństwa ukrywający się chrześcijanie, którzy ponownie przyłączyli się do Kościoła katolickiego, wykorzystując tymczasowe kościoły i inne miejsca jako miejsca kultu, zaczęli budować kościoły we własnych wioskach od około połowy 1880 roku. Kościoły te były symbolami odrodzenia wiary katolickiej, a także widocznym znakiem zakończenia ukrywania się chrześcijan, które trwało około 250 lat. Wiele kościołów zostało zbudowanych w miejscach związanych z męczeństwem lub innymi wydarzeniami historycznymi.

## Charakterystyka
Ukrywający się chrześcijanie w regionie Nagasaki utrzymywali w wioskach organizacje wyznaniowe, które zakorzeniły się od XVI wieku, ale przekształcili je tak, aby mogły funkcjonować jako fundament dla kontynuacji ich wiary. Za pośrednictwem tych organizacji przywódcy religijni mogli przeprowadzać rytuały, nauczać katechizmu, przestrzegać kalendarza liturgicznego. Stworzyli zatem system religijny, który był pozornie tradycyjnie rodzimy (shintō), ale w rzeczywistości zastępowany chrześcijańskimi akcesoriami, oddaniem i pobożnością. 
Z drugiej strony w XVIII wieku władze zaprzestały rozprawy z chrześcijanami na dużą skalę, co wskazuje na to, że w regionie Nagasaki z powodzeniem ukrywali oni swoją wiarę i przekazywali ją w stabilny sposób, w porównaniu z przeszłością. Siogunat bagatelizował udział chrześcijan w przypadku poważnych zaburzeń społecznych (np. w Urakami w 1790) lub używał eufemizmów, nazywając ich wiarę „inną religią” (Amakusa, 1805). Fakty te wskazują, że japońskie władze w XVIII wieku prowadziły politykę „milczącego przyzwolenia” i nie prześladowały „ukrytych chrześcijan”. 
Pod koniec XVIII wieku rosnąca populacja chrześcijan i ograniczenia w lokalnej produkcji żywności na zachodnim wybrzeżu półwyspu Nishisonogi, gdzie strome zbocza utrudniały rolnictwo, stały się poważnym problemem społecznym. W 1797 r. klan Gotō, który miał niewielką populację i potrzebował dodatkowych ludzi do uprawy ziemi, zawarł porozumienie z klanem Ōmura i zachęcił skutecznie wielu chłopów do migracji na wyspy Gotō. Duża ich liczba przeniosła się tam i szukając swojego miejsca na ziemi wędrowali po wyspach (m.in. Kuro-shima. Nozaki, Kashira-ga-shima, Hisaka), tworząc nowe wioski chrześcijan, obok istniejących tam społeczności i wyznawanych przez nich religii, ale potajemnie utrzymując swoją wiarę i własny, odrębny system religijny.